# Lista nagród i wyróżnień Alfreda Hitchcocka
Alfred Hitchcock otrzymał szereg nominacji i wyróżnień za pracę reżysera i producenta w trakcie 60-letniej kariery. Wygrywał lub był nominowany do nich za wkład w kulturę i sztukę filmową. Pięciokrotnie uzyskiwał nominacje do nagrody Akademii Filmowej w kategorii dla najlepszego reżysera (za filmy Rebeka; 1940, Łódź ratunkowa; 1944, Urzeczona; 1945, Okno na podwórze; 1954 oraz Psychoza; 1960). W 1939 otrzymał nagrodę Stowarzyszenia Nowojorskich Krytyków Filmowych dla najlepszego reżysera za obraz Starsza pani znika (1938). W 1958 otrzymał nagrodę Złotego Globu za serial kryminalny Alfred Hitchcock przedstawia (1955–1962). Dziesięć lat później Amerykańska Akademia Sztuki i Wiedzy Filmowej (AMPAS) uhonorowała go nagrodą im. Irvinga G. Thalberga za „niezwykle konsekwentnie wysoki poziom osiągnięć produkcyjnych indywidualnego producenta”. W 1979 otrzymał od American Film Institute (AFI) nagrodę za całokształt twórczości (AFI Life Achievement Award). Pod koniec tego samego roku królowa Elżbieta II przyznała mu Order Imperium Brytyjskiego (KBE).
Od 1960 posiada dwie gwiazdy (za dokonania filmowe oraz telewizyjne) na Hollywoodzkiej Alei Gwiazd, mieszczące się przy 6506 i 7013 Hollywood Boulevard. W 1998 jego podobizna znalazła się na 32-centowych znaczkach wydanych przez United States Postal Service (USPS) w związku z edycją „Legendy Hollywoodu”. Rok później, z okazji przypadającej setnej rocznicy urodzin reżysera, nowojorskie Museum of Modern Art (MoMA) przeprowadziło projekcję wszystkich zachowanych filmów fabularnych Hitchcocka.

## Nagrody i nominacje

### American Film Institute
Organizacja non-profit American Film Institute (AFI) została utworzona w 1967 przez National Endowment for the Arts (NEA). Od 1973 przyznaje nagrodę AFI Life Achievement Award, której celem jest uhonorowanie danego artysty za jego wkład do życia w celu wzbogacenia amerykańskiej kultury poprzez filmy i telewizję. Hitchcock został uhonorowany 7 marca 1979. Gospodarzami uroczystej gali byli Ingrid Bergman i François Truffaut.
| Rok  | Nominowane dzieło      | Kategoria                  | Wynik   | Źr    |
| ---- | ---------------------- | -------------------------- | ------- | ----- |
| 1979 | Całokształt twórczości | AFI Life Achievement Award | Wygrana | [ 3 ] |

### Amerykańska Gildia Reżyserów Filmowych
Od 1936 Directors Guild of America Award (DGA Award) przyznawane są corocznie przez Amerykańską Gildię Reżyserów Filmowych (DGA). Grupa, określana wcześniej jako Screen Directors Guild, reprezentuje interesy reżyserów filmowych i telewizyjnych w amerykańskim przemyśle kinematograficznym. Hitchcock był ośmiokrotnie nominowany do nagrody w konkursie głównym w latach 1952–1961, lecz nigdy nie zdobył wyróżnienia. W 1968 został uhonorowany za całokształt twórczości.
| Rok  | Nominowane dzieło                | Kategoria                                             | Wynik     | Źr    |
| ---- | -------------------------------- | ----------------------------------------------------- | --------- | ----- |
| 1952 | Nieznajomi z pociągu             | Najlepsze osiągnięcie reżyserskie w filmie fabularnym | Nominacja | [ 4 ] |
| 1955 | M jak morderstwo                 | Najlepsze osiągnięcie reżyserskie w filmie fabularnym | Nominacja | [ 4 ] |
| 1955 | Okno na podwórze                 | Najlepsze osiągnięcie reżyserskie w filmie fabularnym | Nominacja | [ 4 ] |
| 1957 | Człowiek, który wiedział za dużo | Najlepsze osiągnięcie reżyserskie w filmie fabularnym | Nominacja | [ 4 ] |
| 1957 | Kłopoty z Harrym                 | Najlepsze osiągnięcie reżyserskie w filmie fabularnym | Nominacja | [ 4 ] |
| 1959 | Zawrót głowy                     | Najlepsze osiągnięcie reżyserskie w filmie fabularnym | Nominacja | [ 4 ] |
| 1960 | Północ, północny zachód          | Najlepsze osiągnięcie reżyserskie w filmie fabularnym | Nominacja | [ 4 ] |
| 1961 | Psychoza                         | Najlepsze osiągnięcie reżyserskie w filmie fabularnym | Nominacja | [ 4 ] |
| 1968 | Całokształt twórczości           | Lifetime Achievement Award                            | Wygrana   | [ 5 ] |

### Festiwal Filmowy w Cannes

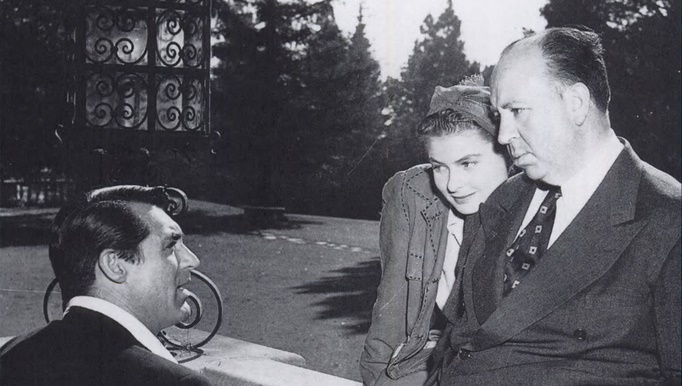
Hitchcock na planie filmu Osławiona (1946), z którym ubiegał się o nagrodę w konkursie głównym na Festiwalu w Cannes (na zdj. od lewej: Cary Grant i Ingrid Bergman)

Festiwal Filmowy w Cannes uchodzi za najbardziej prestiżowy na świecie. Odbywa się corocznie w Palais des Festivals et des Congrès na południu Francji. Hitchcock był trzykrotnie nominowany do Złotej Palmy w konkursie głównym.
| Rok  | Nominowane dzieło                | Kategoria                  | Wynik     | Źr    |
| ---- | -------------------------------- | -------------------------- | --------- | ----- |
| 1946 | Osławiona                        | Udział w konkursie głównym | Nominacja | [ 6 ] |
| 1953 | Wyznaję                          | Udział w konkursie głównym | Nominacja | [ 7 ] |
| 1956 | Człowiek, który wiedział za dużo | Złota Palma                | Nominacja | [ 8 ] |

### Film Society of Lincoln Center
Film Society of Lincoln Center (FSLC) jest organizacją prezentującą filmy, założoną w 1969. Jako jedna z dwunastu organizacji Lincoln Center for the Performing Arts organizuje uroczystość wręczania corocznych nagród The Chaplin Award (wcześniej znanych jako Gala Tribute). Hitchcock został uhonorowany 29 kwietnia 1974.
| Rok  | Nominowane dzieło      | Kategoria    | Wynik   | Źr           |
| ---- | ---------------------- | ------------ | ------- | ------------ |
| 1974 | Całokształt twórczości | Gala Tribute | Wygrana | [ 9 ] [ 10 ] |

### Międzynarodowy Festiwal Filmowy w Locarno
Międzynarodowy Festiwal Filmowy w Locarno istnieje od 1946. Odbywa się corocznie we włosko-szwajcarskiej miejscowości Locarno. Jest jednym z najstarszych festiwali (po Cannes i Wenecji). Hitchcock został laureatem Mention Award w 1950.
| Rok  | Nominowane dzieło | Kategoria     | Wynik   | Źr     |
| ---- | ----------------- | ------------- | ------- | ------ |
| 1950 | Trema             | Mention Award | Wygrana | [ 11 ] |

### Międzynarodowy Festiwal Filmowy w San Sebastián
Międzynarodowy Festiwal Filmowy w San Sebastián (SS IFF) to hiszpański festiwal filmowy, który został pierwotnie ustanowiony w celu nagradzania rodzimych produkcji w 1953 w San Sebastián. Hitchcock był dwukrotnym laureatem Srebrnej Muszli – za reżyserię filmów Zawrót głowy (1958) i Północ, północny zachód (1959).
| Rok  | Nominowane dzieło       | Kategoria         | Wynik   | Źr     |
| ---- | ----------------------- | ----------------- | ------- | ------ |
| 1958 | Zawrót głowy            | Najlepszy reżyser | Wygrana | [ 12 ] |
| 1959 | Północ, północny zachód | Najlepszy reżyser | Wygrana | [ 13 ] |

### Międzynarodowy Festiwal Filmowy w Wenecji
Międzynarodowy Festiwal Filmowy w Wenecji powstał w 1932 jako Esposizione Internazionale d’Arte Cinematografica. Jest najstarszym tego typu wydarzeniem na świecie. Odbywa się na wyspie Lido w Wenecji we Włoszech. Główną nagrodą jest Złoty Lew, uznawany za jedną z najbardziej prestiżowych nagród w przemyśle filmowym. Hitchcock uzyskał trzy nominacje.
| Rok  | Nominowane dzieło | Kategoria                 | Wynik     | Źr     |
| ---- | ----------------- | ------------------------- | --------- | ------ |
| 1947 | Urzeczona         | Grand International Award | Nominacja | [ 14 ] |
| 1954 | Okno na podwórze  | Złoty Lew                 | Nominacja | [ 15 ] |
| 1955 | Złodziej w hotelu | Złoty Lew                 | Nominacja | [ 16 ] |

### Nagroda Akademii Filmowej

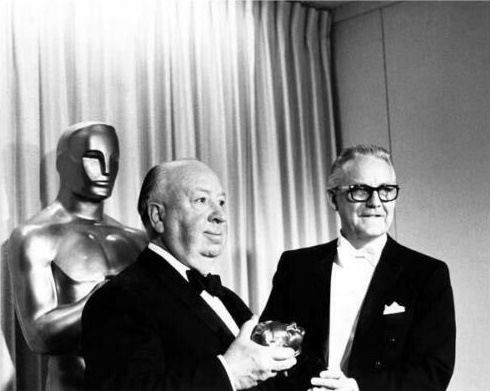
Alfred Hitchcock z nagrodą im. Irvinga G. Thalberga, 10 kwietnia 1968 (na zdj. z Robertem Wise’em)

Nagrody Akademii Filmowej, zwane powszechnie Oscarami, są corocznie przyznawane przez Amerykańską Akademię Sztuki i Wiedzy Filmowej (AMPAS) najlepszym artystom przemysłu filmowego. Hitchcock był pięciokrotnie nominowany do tej nagrody w kategoriach konkursowych (najlepszy reżyser). Na początku 1968 został uhonorowany nagrodą im. Irvinga G. Thalberga za „niezwykle konsekwentnie wysoki poziom osiągnięć produkcyjnych indywidualnego producenta”. Podczas swojej przemowy powiedział: „Dziękuję… bardzo, naprawdę”.
| Rok  | Nominowane dzieło      | Kategoria                        | Wynik     | Źr     |
| ---- | ---------------------- | -------------------------------- | --------- | ------ |
| 1941 | Rebeka                 | Najlepszy reżyser                | Nominacja | [ 18 ] |
| 1945 | Łódź ratunkowa         | Najlepszy reżyser                | Nominacja | [ 19 ] |
| 1946 | Urzeczona              | Najlepszy reżyser                | Nominacja | [ 20 ] |
| 1955 | Okno na podwórze       | Najlepszy reżyser                | Nominacja | [ 21 ] |
| 1961 | Psychoza               | Najlepszy reżyser                | Nominacja | [ 22 ] |
| 1968 | Całokształt twórczości | Nagroda im. Irvinga G. Thalberga | Wygrana   | [ 23 ] |

### Nagroda BAFTA
Nagrody BAFTA przyznawane są corocznie przez Brytyjską Akademię Sztuk Filmowych i Telewizyjnych w dziedzinie filmu. Za „wyróżniające się osiągnięcia w dziedzinie sztuki związanej z ruchomym obrazem”, Hitchcocka uhonorowano BAFTA Fellowship w 1971.
| Rok  | Nominowane dzieło      | Kategoria        | Wynik   | Źr    |
| ---- | ---------------------- | ---------------- | ------- | ----- |
| 1971 | Całokształt twórczości | BAFTA Fellowship | Wygrana | [ 5 ] |

### Nagroda Emmy

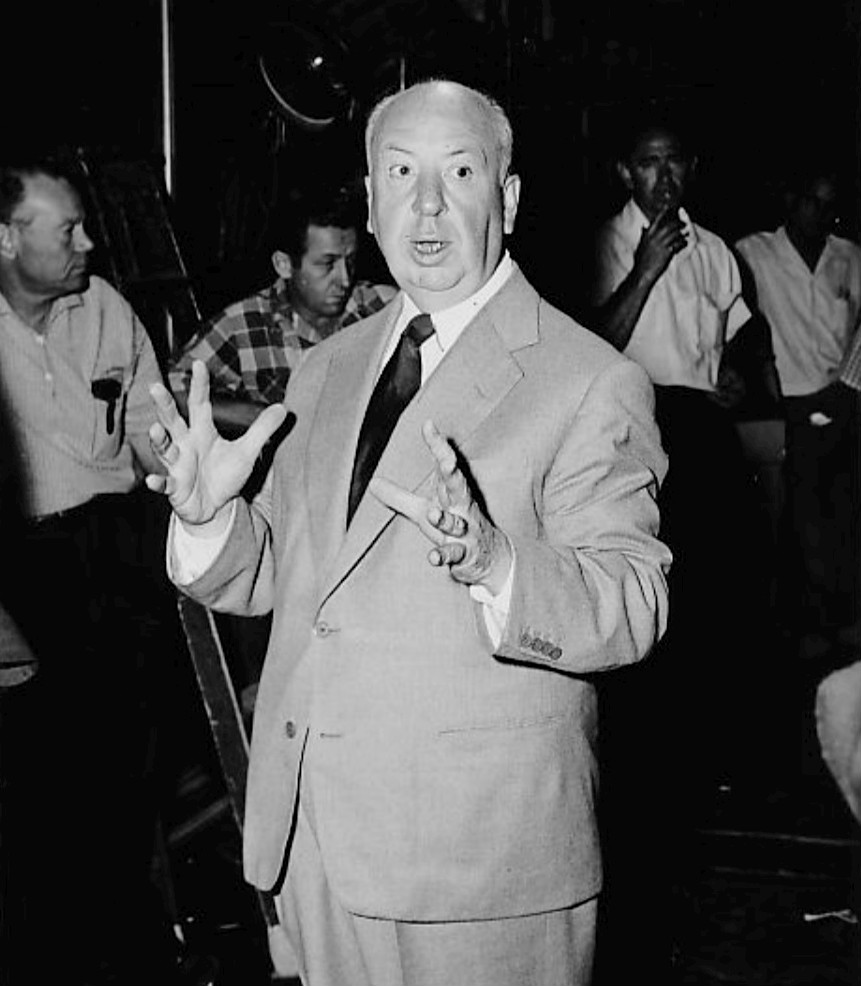
Alfred Hitchcock na planie serialu Alfred Hitchcock przedstawia (1955). Dwukrotnie był on nominowany do nagrody Emmy jako osobowość telewizyjna i dwukrotnie jako reżyser odcinków serialu

Nagrody Emmy przyznawane są za produkcję telewizyjną przez Academy of Television Arts & Sciences (ATAS), National Academy of Television Arts & Sciences (NATAS) oraz International Academy of Television Arts and Sciences (IATAS). Hitchcock był nominowany czterokrotnie – dwukrotnie jako reżyser odcinków serialu kryminalnego Alfred Hitchcock przedstawia oraz dwukrotnie jako osobowość telewizyjna.
| Rok  | Nominowane dzieło        | Kategoria                                                                        | Wynik     | Źr     |
| ---- | ------------------------ | -------------------------------------------------------------------------------- | --------- | ------ |
| 1956 | „The Case of Mr. Pelham” | Najlepszy reżyser – serial                                                       | Nominacja | [ 24 ] |
| 1956 | on sam                   | Najlepszy mistrz ceremonii lub gospodarz programu – mężczyzna lub kobieta        | Nominacja | [ 24 ] |
| 1957 | on sam                   | Najlepsza osobowość męska występująca regularnie                                 | Nominacja | [ 24 ] |
| 1959 | „Lamb to the Slaughter”  | Najlepsza reżyseria pojedynczego odcinka serialu dramatycznego – poniżej godziny | Nominacja | [ 24 ] |

### Nagroda Jussi
Nagroda Jussi jest fińskim odpowiednikiem amerykańskich Oscarów. Wręcza się ją za dokonania w branży filmowej w Finlandii. Hitchcock został pośmiertnie uhonorowany statuetką za całokształt twórczości w 1984.
| Rok  | Nominowane dzieło      | Kategoria                       | Wynik   | Źr     |
| ---- | ---------------------- | ------------------------------- | ------- | ------ |
| 1984 | Całokształt twórczości | Najlepszy filmowiec zagraniczny | Wygrana | [ 25 ] |

### Nagroda Laurela
Nagroda Laurela została utworzona w 1957 przez magazyn „Motion Picture”. Była przyznawana twórcom filmowym, aktorom, reżyserom i kompozytorom do 1971. Spośród trzynastu nominacji, Hitchcock ośmiokrotnie zostawał laureatem.
| Rok  | Nominowane dzieło | Kategoria                     | Wynik     | Źr     |
| ---- | ----------------- | ----------------------------- | --------- | ------ |
| 1958 | on sam            | Najlepszy producent / reżyser | Nominacja | [ 26 ] |
| 1959 | on sam            | Najlepszy producent / reżyser | Wygrana   | [ 26 ] |
| 1960 | on sam            | Najlepszy producent / reżyser | Wygrana   | [ 26 ] |
| 1961 | on sam            | Najlepszy producent / reżyser | Wygrana   | [ 26 ] |
| 1962 | on sam            | Najlepszy producent / reżyser | Wygrana   | [ 26 ] |
| 1963 | on sam            | Najlepszy producent / reżyser | Nominacja | [ 26 ] |
| 1964 | on sam            | Najlepszy producent / reżyser | Wygrana   | [ 26 ] |
| 1965 | on sam            | Najlepszy producent / reżyser | Nominacja | [ 26 ] |
| 1966 | on sam            | Najlepszy producent / reżyser | Wygrana   | [ 26 ] |
| 1967 | on sam            | Najlepszy producent / reżyser | Nominacja | [ 26 ] |
| 1968 | on sam            | Najlepszy producent / reżyser | Nominacja | [ 26 ] |
| 1970 | on sam            | Najlepszy producent / reżyser | Wygrana   | [ 26 ] |
| 1971 | on sam            | Najlepszy producent / reżyser | Wygrana   | [ 26 ] |

### Nagroda Saturn
Nagroda Saturn przyznawana jest od 1972 przez organizację Academy of Science Fiction, Fantasy and Horror Films w celu propagowania najlepszych produkcji z wymienionych wcześniej gatunków. Hitchcock został pośmiertnie uhonorowany statuetką za całokształt twórczości w 1994.
| Rok  | Nominowane dzieło      | Kategoria             | Wynik   | Źr     |
| ---- | ---------------------- | --------------------- | ------- | ------ |
| 1994 | Całokształt twórczości | The Life Career Award | Wygrana | [ 27 ] |

### Nagroda Stowarzyszenia Nowojorskich Krytyków Filmowych
Nagroda Stowarzyszenia Nowojorskich Krytyków Filmowych (NYFCC Award) przyznawana jest corocznie w dziedzinie filmu od 1935 przez Stowarzyszenie Nowojorskich Krytyków Filmowych. Hitchcock był trzykrotnie nominowany, zdobywając główną nagrodę w 1939.
| Rok  | Nominowane dzieło                           | Kategoria         | Wynik     | Źr     |
| ---- | ------------------------------------------- | ----------------- | --------- | ------ |
| 1936 | Człowiek, który wiedział za dużo, 39 kroków | Najlepszy reżyser | Nominacja | [ 28 ] |
| 1939 | Starsza pani znika                          | Najlepszy reżyser | Wygrana   | [ 29 ] |
| 1955 | Okno na podwórze                            | Najlepszy reżyser | Nominacja | [ 28 ] |

### National Board of Review
Organizacja National Board of Review (NBR MP) powstała w 1909. Towarzystwo działa między innymi na rzecz promowania komentarzy na temat wszystkich aspektów produkcji filmowej poprzez oferowanie programów edukacyjnych i seminariów dla studentów na kierunku filmoznawstwa. Hitchcock otrzymał główną nagrodę w 1970.
| Rok  | Nominowane dzieło | Kategoria         | Wynik   | Źr            |
| ---- | ----------------- | ----------------- | ------- | ------------- |
| 1970 | Topaz             | Najlepszy reżyser | Wygrana | [ 30 ] [ 31 ] |

### Złoty Glob
Złote Globy wręczane są corocznie przez Hollywoodzkie Stowarzyszenie Prasy Zagranicznej (HFPA), która wyróżnia wybitne osiągnięcia w branży rozrywkowej, zarówno krajowej, jak i zagranicznej oraz skupia uwagę szerokiej publiczności na najlepszych filmach kinowych oraz telewizyjnych. Spośród dwóch uzyskanych nominacji (jedną z nich otrzymał za najlepszą reżyserię w 1973), Hitchcock zdobył jedną nagrodę. W styczniu 1961 HFPA nazwało go „wielkim mistrzem suspensu światowego kina”. 6 lutego 1972, w zasłudze za „wybitny wkład w rozwój kultury i rozrywki”, został uhonorowany nagrodą im. Cecila B. DeMille’a.
| Rok  | Nominowane dzieło            | Kategoria                       | Wynik     | Źr     |
| ---- | ---------------------------- | ------------------------------- | --------- | ------ |
| 1958 | Alfred Hitchcock przedstawia | Najlepszy program telewizyjny   | Wygrana   | [ 33 ] |
| 1972 | Całokształt twórczości       | Nagroda im. Cecila B. DeMille’a | Wygrana   | [ 34 ] |
| 1973 | Szał                         | Najlepszy reżyser               | Nominacja | [ 35 ] |

## Inne wyróżnienia
W 1935 Alfred Hitchcock został wyróżniony złotym medalem, przyznanym przez Institute of Amateur Cinematographers, za najlepszy angielski film ostatnich dwunastu miesięcy (Człowiek, który wiedział za dużo, 1934). W 1948 reżyser zdobył nagrodę japońskiego magazynu „Kinema Junpo” za film Podejrzenie (1941). 8 lutego 1960, w uznaniu za wkład w przemysł filmowy i jego rozwój, otrzymał dwie gwiazdy na Hollywoodzkiej Alei Gwiazd, mieszczące się przy 6506 i 7013 Hollywood Boulevard. Organizacja Mystery Writers of America (MWA), „w uznaniu za wkład w rozwój gatunku kryminalnego”, przyznała mu nagrodę Kruka. Również w 1960, za swoje upodobanie do win, otrzymał na Burgundzkim Festiwalu Win od mera Dijon tytuł Chevalier du Tastevin. Z kolei na Cinémathèque Française oddano hołd reżyserowi, poprzez zorganizowanie festiwalu jego filmów. W 1963 Hitchcock otrzymał od władz Uniwersytetu Santa Clara tytuł doktora honoris causa. Dwa lata później Amerykańska Gildia Scenarzystów, za „historyczny wkład w rozwój kinematografii amerykańskiej”, odznaczyła reżysera Milestone Award. 7 lipca 1966 burmistrz Nowego Jorku John Lindsay przyznał Hitchcockowi honorowy medal miasta w dziedzinie osiągnięć kulturalnych.
Również w 1966 otrzymał od Uniwersytetu Harvarda honorowe członkostwo Klubu Dramatycznego. Władze Uniwersytetu Bostońskiego nagrodziły go zaszczytną wzmianką. Z kolei gubernator stanu Massachusetts ogłosił 14 lipca Dniem Alfreda Hitchcocka we Wspólnocie Massachusetts. 8 sierpnia biura Universalu w Londynie zorganizowały uroczystą galę nadania reżyserowi honorowego członkostwa Stowarzyszenia Techników Filmu i Telewizji (ACTT). Jej gospodarzem był Michael Balcon. 9 czerwca 1968 Uniwersytet Kalifornijski w Santa Cruz (UCSC), za „wspaniałe osiągnięcia na polu kinematografii”, nadał mu tytuł doktora honoris causa. 5 września 1969 podczas gali w Hollywood francuski konsul Didier Raguenet, „w uznaniu za znaczący wkład w sztukę”, odznaczył reżysera francuskim Orderem Sztuki i Literatury. 14 stycznia 1971 Hitchcocka uhonorowano Orderem Legii Honorowej w randze kawalera, nadanym mu przez prezydenta Georges’a Pompidou. W pierwszym tygodniu marca, podczas uroczystości w Royal Albert Hall, reżyser odebrał z rąk księżniczki Anny honorowe członkostwo w Stowarzyszeniu Sztuki Filmowej i Telewizyjnej. W 1972 władze Uniwersytetu Columbia nadały mu doktorat honoris causa w dziedzinie nauk humanistycznych. Ten sam tytuł otrzymał również od Uniwersytetu Południowej Kalifornii.

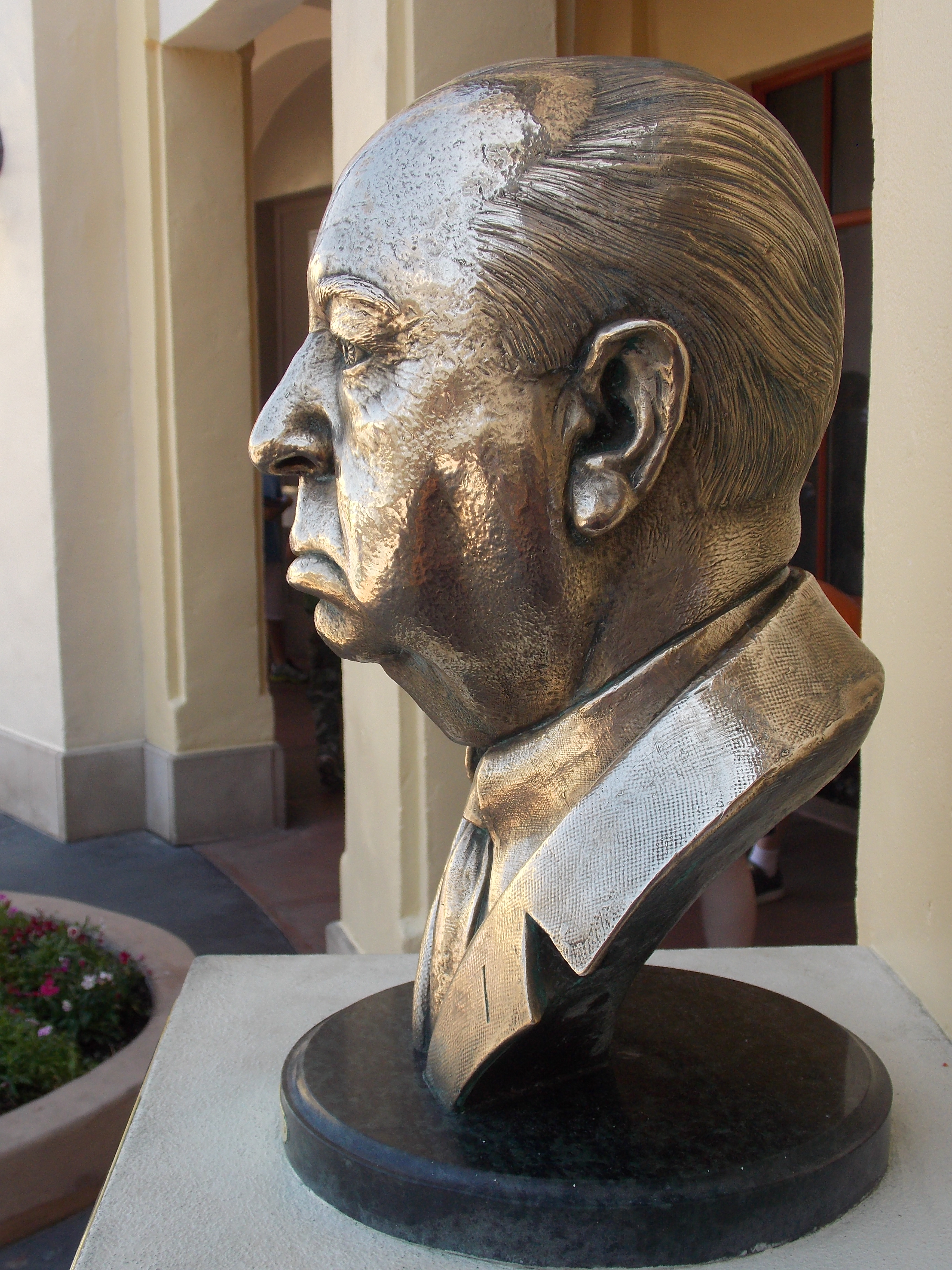
Popiersie Hitchcocka mieszczące się w Universal Studios (2012)

Od 11 stycznia do 3 lutego 1973 Los Angeles County Museum of Art (LACMA) przeprowadzało retrospekcję dwudziestu jeden filmów Hitchcocka oraz dziewięciu odcinków telewizyjnych. Również w 1973 został laureatem Grand Master Award, nagrody za całokształt twórczości przyznawanej przez MWA. 23 czerwca Międzynarodowe Stowarzyszenie Pracowników Sceny uhonorowało go określeniem „umiejętnie sprzedający się człowiek filmu”. W 1976 Hitchcockowi przyznano specjalnie ustanowioną dla niego nagrodę podczas festiwalu Filmex w Los Angeles w Kalifornii, którą odebrał z rąk Jamesa Stewarta. 18 lipca 1978 otrzymał specjalną nagrodę wydawców podczas gali zorganizowanej przez magazyn branżowy „Photoplay”. Pod koniec 1979 Brytyjsko-Amerykańska Izba Handlowa ogłosiła Hitchcocka Człowiekiem Roku. 31 grudnia reżyserowi nadano Order Imperium Brytyjskiego (KBE) – II klasa: Rycerz. Z uwagi na zły stan zdrowia, Hitchcock nie mógł osobiście udać się na ceremonię do Londynu. 3 stycznia 1980, podczas prywatnej uroczystości w Universal Studios, brytyjski konsul przedstawił mu dokument potwierdzający nadanie tytułu honorowego.
Cztery wyreżyserowane przez niego filmy: Okno na podwórze (1954), Zawrót głowy (1958), Północ, północny zachód (1959) oraz Psychoza (1960), dwukrotnie (w 1998 i 2007) zostały sklasyfikowane na liście „stu najlepszych amerykańskich filmów” sporządzonej przez American Film Institute. W 1999 Brytyjski Instytut Filmowy zaliczył dwa filmy Hitchcocka z lat 30. – 39 kroków (1935) i Starsza pani znika (1938) – do rankingu najwybitniejszych filmów tamtejszej kinematografii XX wieku. W 2008 AFI zamieścił cztery filmy reżysera – M jak morderstwo (1954), Okno na podwórze, Zawrót głowy i Północ, północny zachód – na liście „najlepszych kryminałów”, z czego Zawrót głowy na 1. miejscu.
3 sierpnia 1998 United States Postal Service (USPS) wydała limitowaną serię 32-centowych znaczków pocztowych z jego podobizną w związku z edycją „Legendy Hollywoodu”. Wiosną i jesienią 1999, z okazji przypadającej setnej rocznicy urodzin reżysera, Museum of Modern Art (MoMA) zorganizowało wystawę pamiątek po Hitchcocku i projekcję wszystkich jego zachowanych filmów. Rok później dzieła reżysera zaliczono do wielkich obrazów i zorganizowano wystawę „Hitchcock and Art: Fatal Coincidence”, którą otwarto w Musée des Beaux-Arts de Montréal, przed wysłaniem jej do Centre Georges Pompidou. W maju 2012 Hitchcock znalazł się wśród brytyjskich ikon kulturowych, wybranych przez Petera Blake’a, które pojawiły się w jego nowej wersji najsłynniejszego dzieła − na okładce albumu Sgt. Pepper’s Lonely Hearts Club Band z 1967 − aby uczcić w ten sposób najważniejsze osobistości kultury brytyjskiej, które autor podziwiał. W czerwcu 2013 Brytyjski Instytut Filmowy, w hołdzie dla dokonań Hitchcocka, zorganizował w Harvey Theater w nowojorskim Brooklyn Academy of Music specjalny pokaz „The Hitchcock 9”, podczas którego zaprezentowano odrestaurowane wersje wczesnych niemych filmów reżysera.
Osiem filmów Hitchcocka – Rebeka (1940), Cień wątpliwości (1943), Osławiona (1946), Okno na podwórze, Zawrót głowy, Północ, północny zachód, Psychoza i Ptaki (1963) wpisano do National Film Registry.